# ハイチ共和国 (1806年-1820年)

ハイチ共和国
République d’Haïti（フランス語）
Repiblik d Ayiti（ハイチ語）

イスパニョーラ島南西部のハイチ共和国

1806年から1820年までのハイチ共和国（ハイチきょうわこく、フランス語: République d’Haïti、ハイチ語: Repiblik d Ayiti）は、現在のハイチ南部を支配していた第一共和国である。この時期は、一般的に南ハイチと呼ばれており、ジャック1世の暗殺と帝政打倒を受けて、1806年10月17日に建国された。アレクサンドル・ペション将軍は死去する1807年3月9日から1818年3月29日まで、南ハイチを統治した。
ハイチ共和国が南部を支配している間、アンリ・クリストフはハイチ国の大統領として北部を統治し、1811年に自らをアンリ1世としてハイチ王国を宣言した。1820年にアンリ1世が死去し、ハイチはジャン・ピエール・ボワイエによって北部と南部が再統一され、1つの共和国となった。

## ギャラリー

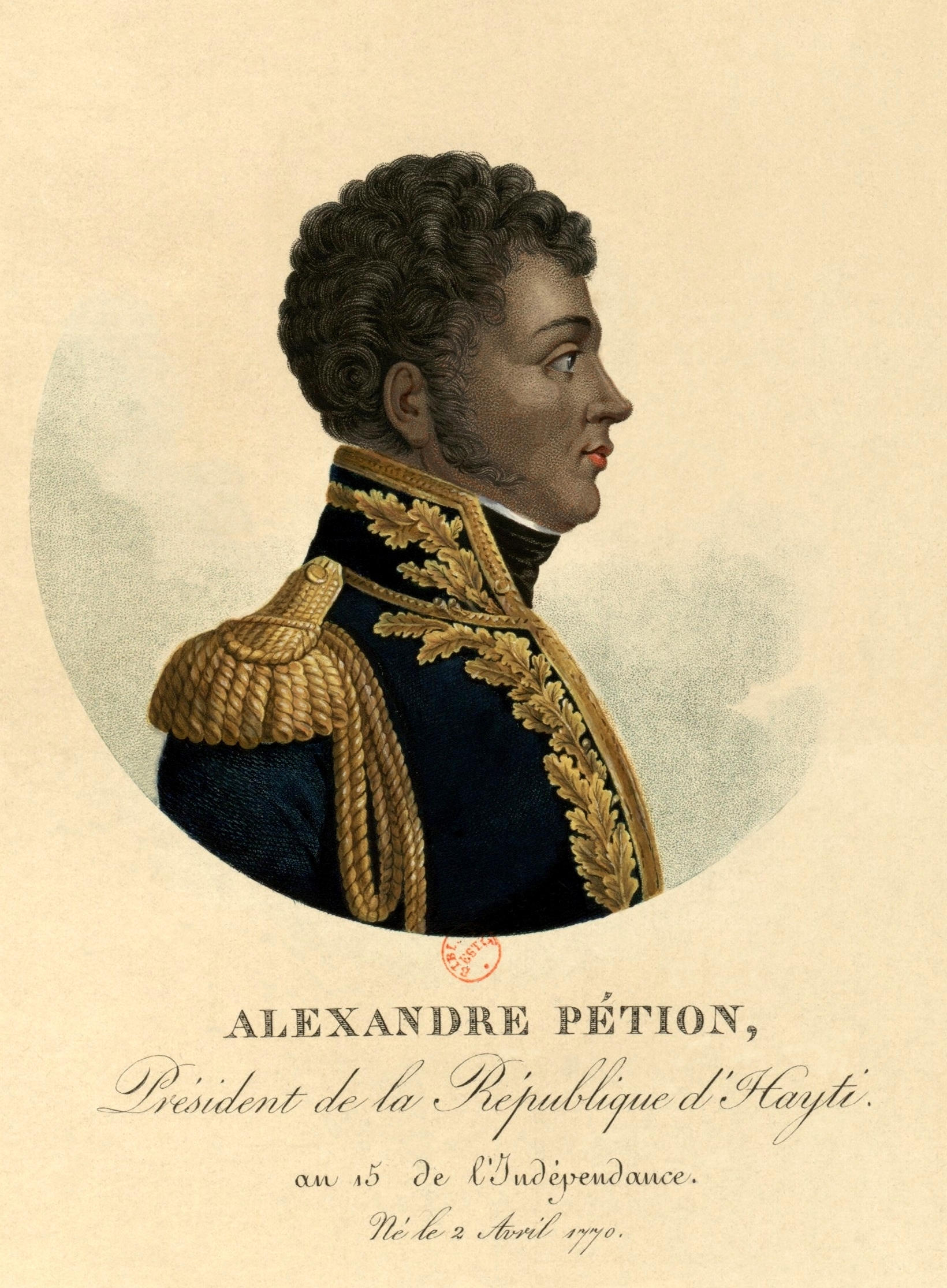
アレクサンドル・ペシオン初代大統領
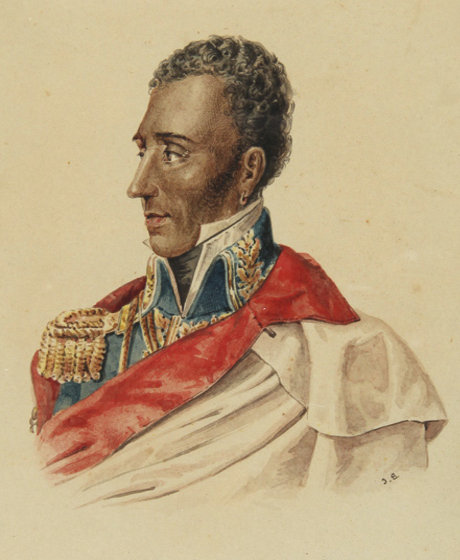
第2代大統領 ジャン＝ピエール・ボワイエ